# Canon (cultuur)
Een canon is het geheel van teksten, beelden, kunstwerken en gebeurtenissen dat het referentiekader is van een gedeelde cultuur of religie.
Het idee van een canon is controversieel. Volgens sommigen is de canon van grote meesterwerken in de literatuur conservatief en onveranderlijk, wat culturele vernieuwing belemmert. De meesterwerken worden te zeer bewonderd en op een voetstuk geplaatst, waardoor kritische studie te weinig ruimte krijgt. De canon zou elitair zijn, onderdeel van de high culture. De filosoof en socioloog Pierre Bourdieu heeft betoogd dat de canon voor de elite het middel bij uitstek is om zich te onderscheiden.

## Oorsprong
Van het kaarsrechte pijlriet is het Griekse woord κανών afgeleid, dat de betekenis had van meetlat. Op markten werden discussies over afmetingen beslecht aan de hand van een aanwezige kanoon in steen. Daarop voortbordurend gaf de beeldhouwer Polykleitos de Oudere zijn boek over ideale lichaamsverhoudingen de naam Kanoon. In de 4e eeuw gebruikte de christelijke auteur Eusebios van Caesarea de term kerkelijke canon voor de verzameling boeken door de autoriteiten beschouwd als goddelijk bezield en waar de gelovigen een richtsnoer aan mochten nemen. In 1768 werd canon voor het eerst gebruikt in de literaire betekenis door David Ruhnken in diens inleiding op een uitgave van Publius Rutilius Lupus.

## Religie
In religieus opzicht is een canon een reeks religieuze boekwerken die door de betreffende godsdiensten als heilig worden beschouwd, bijvoorbeeld de Tenach voor het jodendom, de Bijbel voor het christendom en de Koran voor de islam.